# Reality Kings
Reality Kings（リアリティー・キングス、企業名: MG Premium Ltd.）は、フロリダ州マイアミビーチに本社を置く、インターネット用のハードコアポルノ制作会社である「RK Netmedia」が立ち上げたブランドである。

## 沿革

### MindGeekによる買収
2012年4月にオーストリア連邦競争局にMarwin（現在はAylo）との合併届が提出された。2012年9月にManwinによる買収が完了し、「Reality Kings」はPornhubネットワークの一部となった。

## ランキング
2021年7月現在、Reality Kingsはトラフィックランキングで19,245位となっている。

## ロゴ
Reality Kingsのロゴは長年にわたって何度も修正され、様々なバージョンが存在する。王冠が特徴的だが、名前だけの場合もあれば、王冠の中に名前が入っている場合や名前の上に王冠が乗っている場合もある。

## 論争
2010年、フロリダ農工大学（FAMU）は、通称「FAMUセックステープ」をめぐりReality Kingsを提訴した。この訴訟は、FAMUの学生と称する8人のパフォーマーが互いに性行為を行う様子を撮影したビデオにより、同社がFAMUの評判を傷つけたと主張するものであった。さらに大学側は出演者たちも訴えた。Reality Kingsは、この訴訟に対し争う意向を発表したが、1ヶ月もしないうちに和解し、FAMUに12万ドルを支払った。
一方、Reality Kingsは、何人かのトップ・アーティストたちから楽曲を盗用して193本のポルノビデオに使用したという疑いで同社を訴えていた26社からなる原告団とも和解した。
また、2011年には、家出した未成年の娘を同社がポルノ映画に出演させたと主張する女性から訴えられ、その棄却を求めるための申し立てを行った。同社は棄却の申し立ての中で、その母親の娘は同社に対してだけでなく、様々な州や連邦政府機関に対して年齢を偽っていたため、不正に誤解をさせたと陳述している。